# Вилькабамба
Вилькабамба (исп. Vilcabamba) — исторический регион инков к северо-западу от Куско, сохранявший в период с 1539 по 1572 годы независимость от испанской власти после завоевания Перу и поэтому иногда называемый «Новоинкским царством». Вилькабамбой также назывался город — столица этого царства. Её руины в настоящее время известны как Эспириту-Пампа. Инки заселили регион задолго до испанского вторжения, основав в нём и другие города: Мачу-Пикчу, Чокекирао и Виткос. Первоначально сопротивление испанцам в Вилькабамбе возглавил сын Уайна Капака Манко Инка, а затем, последовательно, три его сына: Сайри Тупак, Титу Куси и Тупак Амару. Последнего испанцы захватили и казнили в Куско в 1572 году. Несмотря на известность Вилькабамбы как последнего убежища инков, систематические раскопки в ней не велись вплоть до начала XXI века. В 2010 году вблизи руин Вилькабамбы обнаружены остатки поселения предшествовавшей инкам культуры Уари. В современном административном делении Перу историческая Вилькабамба между реками Урубамба и Апуримак находится на территории провинции Ла-Конвенсьон.

## Географическое описание и ранняя история
Географически к Вилькабамбе относят обширный регион площадью около 6000 квадратных километров между реками Урубамба и Апуримак. Разделяет эти реки горный хребет Кордильера-Вилькабамба, достигающий своими вершинами высот в шесть тысяч метров. Разница в высоте определяет и разницу в климатических и природных условиях. По мере спуска с вершин, ледники сменяются горной тундрой, переходящей затем в туманный лес, который в свою очередь замещается сплошными дождевыми лесами. Для последних характерны дожди и туманы, практически не прекращающиеся здесь в период с ноября по апрель. Во времена инков проход в Вилькабамбу был возможен лишь по горной дороге через каньон реки Урубамбы.
Археология показывает, что люди давно населяли эти земли, о чём свидетельствуют круглые каменные основания жилищ, во множестве оставленные местными племенами. Что касается инкской колонизации Вилькабамбы, то всё немногое, что о ней известно, исходит от испанского хрониста Бернабе Кобо. Согласно хроникам, девятый Инка Пачакути, после своей решающей победы над Чанка, задумал расширить свою империю. Для этого он собрал большое войско и двинулся по долине Юкай в направлении Ольянтайтамбо, с целью завоевать провинции «Витикос и Вилькабамба». Пройдя далее по долине и обогнув непроходимое ущелье в районе будущего Мачу-Пикчу, он вышел к переправе Чукичака. В этом месте инки восстановили разрушенный племенами мост, который в дальнейшем стал служить основным входом в Вилькабамбу до самого её завоевания испанцами. Преодолев незначительное сопротивление коренных жителей, Пачакути наконец достиг реки Пампаконас, где предложил окружающим племенам перейти под власть инков. Местные вожди были так напуганы могуществом его армии, что поспешили одарить его подарками, в число которых вошла целая гора «наполненная золотом и серебром». Поход таким образом завершился полным триумфом Сапа Инки.
В дальнейшем инки объединили земли «Витикос и Вилькабамба» в одну провинцию, которая и вошла в испанские хроники под именем Вилькабамба. Хотя во времена противостояния с «Новоинкским царством» испанцы считали мятежным весь регион от Апуримака до Урубамбы, сами инки похоже не рассматривали земли со стороны Апуримака как часть контролируемой ими территории.

## История независимой Вилькабамбы
После того как испанцы успешно завоевали Перу, им понадобилось узаконить свою власть в новых владениях. Для этого они решили назначить подконтрольного себе правителя из бывшей инкской знати. В конечном итоге выбор пал на Манко Инку — сына предыдущего правителя инков Уайна Капака. Сам Манко похоже считал, что сотрудничество с испанцами даст ему власть и возможность защищать интересы своего народа. Но несмотря на то, что испанцы устроили ему пышную коронацию, они никогда не воспринимали Манко всерьёз и подвергали всяческим унижениям, продолжая одновременно порабощать население бывшей империи.
Разочарованный в испанцах Манко Инка смог поднять восстание и взял Куско в осаду в 1536 году. Захватить город ему не удалось, и вскоре исход восстания стал зависеть от расстановки сил в треугольнике, состоящем из заблокированного в Куско Эрнандо Писарро, возвратившегося из неудачного похода в Чили Диего де Альмагро и самого Манко Инки. Реалистично оценив свои силы и честность испанцев, Манко не пожелал вступать в союз с Альмагро и в итоге отступил в казавшийся ему неприступным район Вилькабамба, к северо-западу от Куско. Этот регион инки занимали уже на протяжении нескольких поколений, основав там города: Мачу-Пикчу, Вилькабамбу, Чокекирао и Виткос — в последний из которых и отправился Сапа Инка. Неприступность Виткоса оказалась иллюзорной: испанцы под командованием Родриго Оргоньеса смогли занять его, восстановив разрушенный индейцами мост Чукичака. Манко Инке пришлось бежать дальше в джунгли. От преследования его спасли богатства Виткоса, грабежом которых занялись испанцы, и приказ Альмагро, заставивший Оргоньеса возвратиться в Куско, который теперь стал предметом спора между братьями Писарро и Диего де Альмагро.
Воспользовавшись раздором среди испанцев, Манко Инка смог вновь собрать силы и организовать серию восстаний и мятежей в различных районах Перу. Новое восстание шло вплоть до 1539 года, пока испанцы не перехватили инициативу и не вынудили его опять искать убежище в лесах Амазонии. Там Манко Инка укрепил город Вилькабамбу и сделал его своей новой столицей. В апреле 1539 года Гонсало Писарро организовал экспедицию с целью покончить с мятежным правителем, при которой Манко Инка опять ускользнул, но испанцам удалось захватить его жену Куру Окльо. Разгневанный неудачей и нежеланием Манко Инки идти на переговоры Эрнандо Писарро жестоко расправился с Курой Окльо и казнил многих пленных индейских вождей.
Манко Инка стал возрождать в Вилькабамбе старые традиции и сделал попытку устроить в регионе уменьшенную копию бывшей империи, так называемое «Новоинкское царство». С другой стороны он не прекратил организовывать нападения на дорогах между Лимой и Куско. Писарро начал было планировать новую военную кампанию в джунглях, но в Перу начались события, надолго сделавшие Манко Инку забытым изгоем Вилькабамбы. Первым стало убийство Франциско Писарро в Лиме сторонниками Альмагро младшего, вторым — принятие «Новых законов» Лас Касаса, защищавших права коренного населения, и приведшее в конечном итоге к восстанию Гонсало Писарро против испанской короны. Манко Инка следил за этими событиями и, видимо, хотел воспользоваться ими для своего возвращения в Куско. Так он приютил у себя в Виткосе семерых испанцев, беглых сторонников Альмагро младшего, и советовался с ними по поводу переговоров с новым вице-королём Бласко Нуньес Вела. Вместо благодарности эти гости вероломно убили Манко Инку в 1544 году, надеясь получить помилование от испанских властей.
Наследником убитого правителя стал его сын — пятилетний Сайри Тупак, управлявший регионом с помощью регентов. Без воинственного Манко Юпанки прекратились набеги на дороги, и индейцы изолировались в Вилькабамбе, стараясь не контактировать с испанцами. После хаоса междоусобиц правительство Перу стремилось упрочить мир в стране, и в 1557 году Сайри Тупаку, к тому времени достигшему совершеннолетия, предложили королевское помилование и землевладения в обмен на оставление им Вилькабамбы и принятие христианства. Не без проволочек он принял условия испанцев и 5 января 1558 оказался в Лиме, где ему вручили указ о даровании земель. Казалось, что с независимым инкским государством наконец покончено, но Сайри Тупак скоропостижно скончался в 1560 году в своём поместье в долине Юкай.
Вполне возможно, эта «потеря независимости» изначально была иллюзорной. Покинувший Вилькабамбу в 1557 году Сайри Тупак даже не вывез с собой королевские регалии инков. После его смерти власть перешла к другому сыну Манко — Титу Куси Юпанки, которого регенты и военачальники посчитали лучшим продолжателем политики отца. Для этого им пришлось несколько пренебречь традицией, так как Титу Куси был по понятиям инков незаконнорождённым (т.е. не рождённым от единокровной сестры правителя), и формально власть должна была перейти к его младшему брату Тупаку Амару.
При правлении Титу Куси возобновились нападения на дорогах и появилась практика захвата индейцев с территории испанцев и отправки их в Вилькабамбу. Инке приписывали пособничество при восстаниях в Чили и организацию мятежа в Хаухе, который удалось предотвратить, вовремя обнаружив тайный склад с оружием и продовольствием. На дипломатическом уровне Титу Куси, напротив, всегда демонстрировал стремление к сотрудничеству и миру, постоянно подпитывая в испанцах надежды на скорое урегулирование всех разногласий. В 1566 году на берегу реки Акобамба в Вилькабамбе он подписал с испанцами формальный мирный договор, по которому он обещал выдать своего сына Киспе Титу за дочь Сайри Тупака Беатрис, унаследовав тем самым соответствующие владения и ежегодный доход с них в размере 3500 песо. Взамен Титу Куси обязался не совершать набегов на территорию испанцев и, кроме того, впустить в Вилькабамбу христианских миссионеров и коррехидора. Этот договор, окончательная ратификация которого произошла лишь в 1569 году, имел даже некоторые реальные последствия. Так на территории Вилькабамбы стали постоянно проповедовать два монаха-августинца Маркос Гарсия и Диего Ортис, организовавшие свои церкви в двух разных поселениях близ Виткоса. Киспе Титу был крещён в 1567 году, а годом позже и сам Инка прошёл этот обряд вместе с одной из своих жён. Благодаря этой умелой дипломатии даже через 10 лет после смерти Сайри Тупака Титу Куси продолжал контролировать своё независимое государство.
В 1569 году в Перу прибыл новый вице-король Франциско де Толедо. Он не намеревался мириться с существованием независимой Вилькабамбы, считая её опасностью для испанской власти. Однако Титу Куси давал мало поводов для вторжения, к тому же среди испанцев были сильны сентиментальные настроения, связанные с чувством вины за конкисту. Толедо провёл большую работу, доказывая, что инки сами являются завоевателями, совсем недавно основали свою империю, и, соответственно, не имеют моральных прав на наследование Перу. К 1571 году Толедо совсем не верил в возможность выманить Титу Куси на подконтрольную испанцам территорию дипломатией, и, кроме того, не разделял страх своего предшественника перед неприступностью джунглей Вилькабамбы.
Тем временем ситуация внутри Вилькабамбы резко изменилась. В Виткосе Титу Куси внезапно стало плохо и он вскоре умер в присутствии своего секретаря Мартина Пандо и монаха Диего Ортиса. Их, как единственных чужаков, обвинили в отравлении и убили. Титул Сапа Инки перешёл к Тупак Амару, при котором расцвели реакционные настроения, были уничтожены церкви и символы христианства, а Вилькабамба закрылась от внешнего мира.
Молчание Вилькабамбы стало предметом для беспокойства в Куско. 20 июля 1571 года к Тито Куси, о смерти которого не подозревали, направили ратифицированный Акобамбский договор. Передать его согласился настоятель доминиканского монастыря Габриэль де Овьедо. Он дошёл до реки Апуримак и сначала отправил на другой берег нескольких индейских посланцев, из которых, весь израненный, смог вернулся только один. Овьедо благоразумно решил вернуться в Куско. После этого Франциско де Толедо написал в адрес Тито Куси письмо, осуждающее его за отказ принять Овьедо и даже содержащее скрытую угрозу о возможности «предпринять все необходимые в дальнейшем меры», если тот не одумается. С этим письмом в Вилькабамбу отправился Атилано де Анайя, который уже бывал в Вилькабамбе при крещении Тито Куси в 1568 году. Достигнув моста Чукичака в марте 1572 года Анайя был задержан отрядом инков, которые заставили его отделиться от свиты и ожидать несколько дней в отдельной хижине на берегу. По-видимому, индейские военачальники не хотели чтобы кто-либо узнал о смерти Тито Куси и вообще возобновления отношений с испанцами, поэтому они убили Анайю и бросили его тело в ущелье.
Убийство официального посла стало поводом для объявления 14 апреля 1572 года «войны огня и крови» против Вилькабамбы. Для этой цели Толедо подготовил войска в составе 250 испанцев под командованием Мартина Уртадо де Арбьето (ветерана недавних войн с Гонсало Писарро) и 2000 индейцев из племён, так или иначе имевших давние счёты с инками. Выиграв несколько битв, войска прошли через Виткос и достигли укреплённого форта инков Уайна-Пукара. Индейцы подготовили множество ловушек на подходе к форту, однако на сторону испанцев перешёл один из военачальников инков — Пума Инка. Он сообщил о том, что Тупак Амару и его племянник Киспе Титу хотят мира и не имеют отношения к убийству Атилано де Анайя. Кроме того он передал испанцам все сведения об укреплениях Уайна-Пукара. Захватив в итоге форт, испанцы зашли в город Вилькабамбу 24 июня 1572 года. Они обнаружили город уже опустошённым, жители разбежались, а Тупак Амару ускользнул дальше в джунгли. По видимому инки надеялись, что уничтожив все продовольствие в городе они заставят испанцев вскоре ретироваться.
Хронист Мартин де Муруа дал следующее описание городу: 

«Климат здесь таков, что пчелы строят соты в досках домов, а кукуруза дает три урожая в год. Получению урожаев способствует хорошее расположение земель и вода, которой орошают посевы. Здесь в изобилии произрастает кока, сладкий тростник для производства сахара, маниока, сладкий картофель и хлопок. Город в плане имеет — или, скорее, имел — половину лиги в ширину, прямо как Куско, но в длину простирается на большое расстояние. В нем разводят попугаев, кур, уток, местных кроликов, индеек, фазанов, гокко, попугаев-ара и тысячу других видов птиц с разнообразным ярким оперением. Здесь в изобилии растут гуава, орех пекан, арахис, папайя, ананасы, авокадо и другие плодовые деревья. Дома и навесы имеют добротные кровли из тростника и пальмовых листьев. У Инков был дворец в несколько этажей, покрытый кровельной черепицей, а сам он весь был расписан разнообразными рисунками в их национальной манере — это стоило посмотреть. В городе была площадь, достаточно просторная, чтобы вместить большое количество народа. Там они обычно устраивали празднества и даже скачки на лошадях. Двери дворца были сделаны из душистого кедра, который во множестве растет в этой стране, и мансарды тоже были из этого же дерева. Так что в этом далеком краю, который скорее можно назвать местом ссылки, Инки наслаждались едва ли меньшей роскошью, величием и великолепием, чем в Куско. Ибо, чтобы ублажить их, индейцы доставляли им все, что только могли достать из внешнего мира. А они наслаждались там жизнью»
Испанцы оставались в Вилькабамбе ещё два месяца, разыскивая высокопоставленных инков, включая Тупака Амару. В конечном итоге его схватили и доставили в Куско, где затем казнили 24 сентября 1572 года. На этом была поставлена точка в существовании независимого инкского государства.

## Вилькабамба после испанского завоевания
После захвата города Вилькабамбы Мартин Уртадо де Арбьето, по решению Толедо, стал губернатором нового региона сроком на два поколения. В качестве столицы он основал новый город Сан-Франциско-де-ла-Виктория-де-Вилкабамба, на высоте 2000 метров над уровнем моря, в благоприятном для сельского хозяйства районе, близ современного населённого пункта Hoyara. Около 1596 года это поселение перенесли на своё современное положение, ближе к обнаруженным месторождениям драгоценных металлов. Последние оказались не так велики, и разросшийся было город вскоре уступил своё значение новому центру в Санта-Ане. Несмотря на указания Толедо о бережном обращении с местным населением, Арбьето был жестоким администратором, часто используя труд индейцев в личных целях и фактически превращая их в рабов.
В 1857 году было установлено новое административное деление Перу, и обширный регион Вилькабамбы, ограниченный реками Урубамба и Апуримак, стал частью провинции Ла-Конвенсьон.

## Руины Вилькабамбы

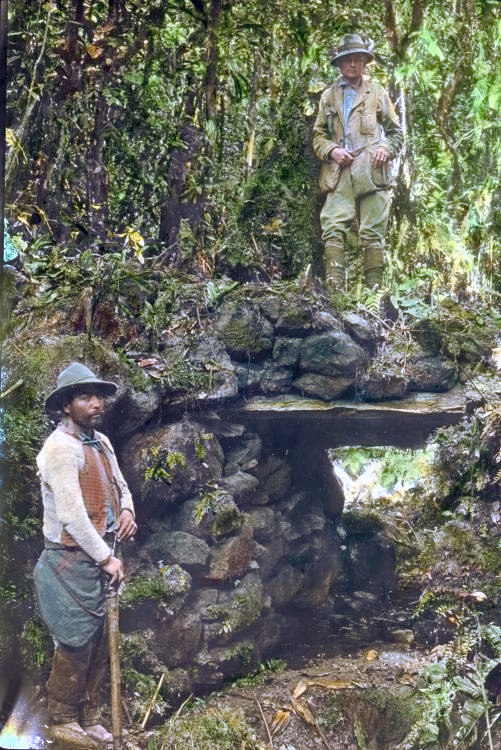
Хайрам Бингем на руинах Эспириту-Пампы в 1911 году

Опустошённые инкские города не были заселены вновь и вскоре поросли дикой растительностью, а затем забылись и их названия. Руины Виткоса стали именовать Росаспатой, а остатки Вилькабамбы — Эспириту-Пампой (равниной духов). К концу XIX века мало кто мог знать о бывшем значении этих руин. К этому времени легенда о последнем убежище инков прочно ассоциировалась с заброшенным Чокекирао, который привлекал к себе европейских путешественников своими каменными постройками. Повторное открытие Виткоса и Вилькабамбы связано с именем Хайрама Бингема, который посетил эти места в ранних 1910-х. Однако Эспириту-Пампа не заинтересовала Бингема, и он, вопреки логике, следовавшей из испанских хроник, связал имя Вилькабамбы с более впечатляющими руинами Мачу-Пикчу. Это заблуждение не оспаривалось в течение десятилетий, пока археолог-любитель Джин Савой в 1964 году не провёл собственную экспедицию и не выразил в серии газетных публикаций своё убеждение о связи древней Вилькабамбы и Эспирту-Пампы. В 1970 году историк Джон Хемминг подтвердил эту догадку на основе анализа трудов испанских хронистов. Большой вклад в изучение Вилькабамбы внёс архитектор Винсент Ли, задокументировав в 1980-е годы почти каждый найденный здесь археологический объект. Уже в XXI веке весь регион получил статус национального археологического парка Перу и начались систематические раскопки. Одни из таких раскопок, проведённые в 2010-х годах под руководством археологов Брайана Бауэра и Мириам Араос, помогли собрать археологические свидетельства о последних днях существования Вилькабамбы.
Густая растительность скрывает истинные размеры Эспириту-Пампы, которая насчитывает, возможно, несколько сотен строений. Их можно разделить на две большие группы: здания с прямоугольной планировкой, образующие центр поселения, и множество построек с круглыми каменными основаниями, которых тем больше, чем дальше они от центра города. Культурная принадлежность последних не известна, возможно они построены во времена Инков коренными жителями этого региона, известными как мачигуенга. Эти круглые основания высотой до 50 см и диаметром от 3 до 9 метров выложены из камней и имеют единственный дверной проём. Верхние части этих строений не сохранились, но вероятно они были деревянными с конической крышей. Большинство прямоугольных построек сложено из речных камней, обломков голубовато-серого сланца и белого гранита, скреплённых раствором из гравия и глины, а затем покрытых тёмно-красной штукатуркой. Такая конструкция оказалась слабо устойчивой к агрессивному климату джунглей, стены со временем обрушилось, и их остатки сейчас редко поднимаются выше одного метра над поверхностью.

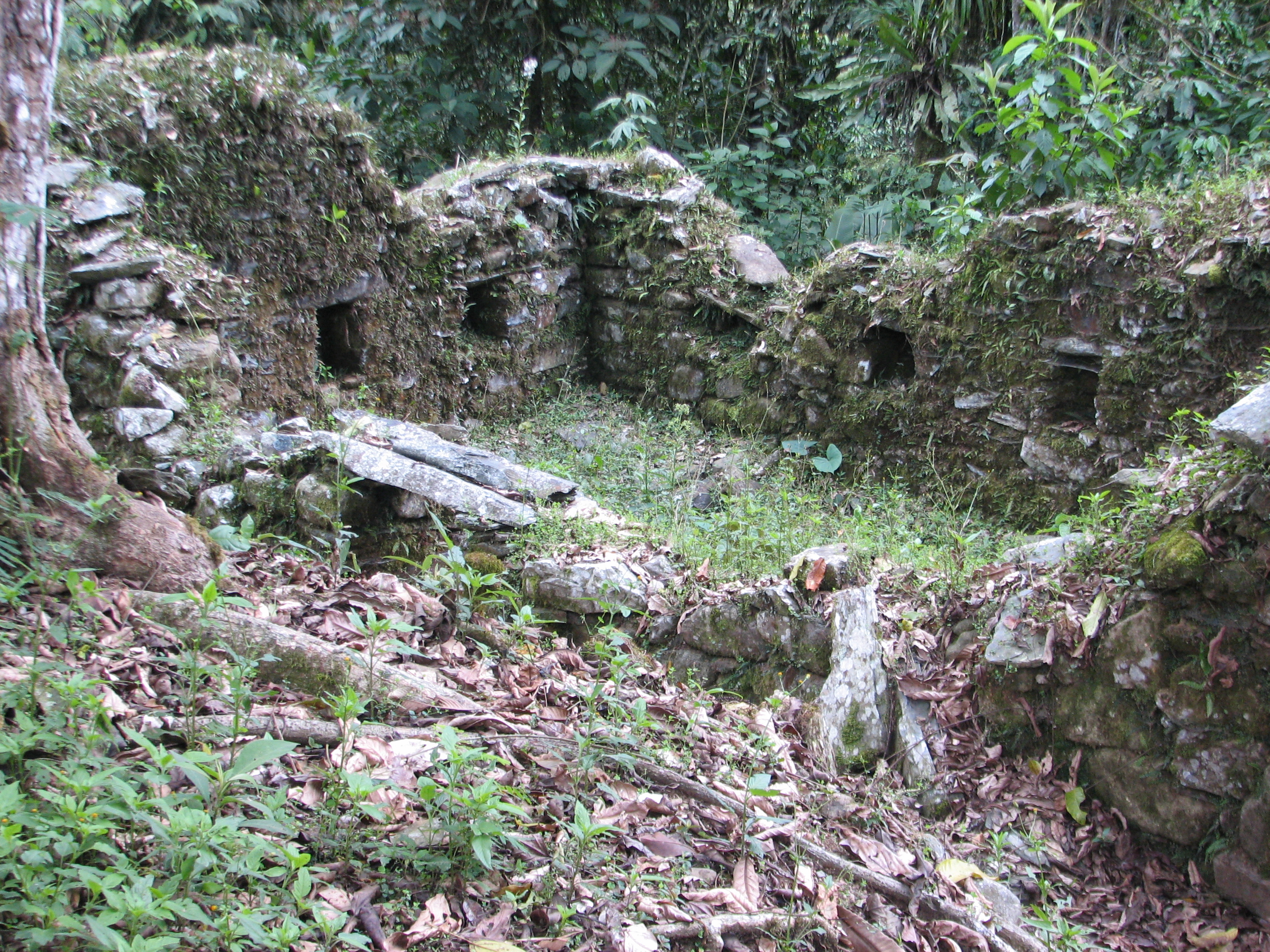
Заросшие руины в Эспириту-Пампе

Центр Вилькабамбы, площадью 15 га, состоит из множества прямоугольных зданий, площадей, платформ, террас и каналов. Главная площадь, являвшаяся у инков местом проведения собраний и церемоний, велика настолько, что, по заметкам Мартина де Муруа, на ней проводились лошадиные бега. Возможно именно на этой площади Педро Сармьенто де Гамбоа установил флаг, ознаменовавший в 1572 году переход Вилькабамбы под власть испанской короны. Сейчас площадь покрыта деревьями, скрывающими её размеры. С северо-востока к площади примыкает «дворец», состоящий из четырёх прямоугольных зданий внутри большого ограждения с единственным входом. «Дворец», одна из немногих построек, выполненных из качественно обработанных камней, вероятно, мог служить резиденцией действующего правителя. Вдоль северо-западной стороны площади располагается калланка — здание для публичных церемоний. Она представляет собой длинное, 80 метров в длину, и узкое, 7,5 метров в ширину, сооружение с множеством дверей, по 12 на каждой из длинных сторон, что делает её одним из самых больших зданий империи инков. На юго-западной стороне площади находится группа строений, первоначально определённая как «ушну» — террасная платформа, хотя она не похожа на строения с таким названием в других инкских городах. Её планировка больше напоминает дворец на противоположной стороне площади, но выполненный из менее качественно обработанных материалов. Строения на платформе «ушну» имеют следы перестройки, при которой вокруг первоначальных четырёх зданий было возведено несколько стен, образовавших более сложную планировку комнат. Наконец, юго-восточная сторона площади обращена к большому комплексу из множества зданий, террас и двориков-патио.
В трёхстах метрах к юго-западу от главной площади, на рукотворных террасах, находится комплекс из нескольких зданий с окнами и нишами в стенах, сгруппированных вокруг внутреннего дворика. Во времена Бингема местные мачигенга-говорящие племена называли эти руины Тенди-Пампой. Вероятно, инки спешно оставили и сожгли комплекс непосредственно перед приходом отряда Мартина Уртадо де Арбьето в 1572 году, что подтверждается множеством оставленной посуды под сгоревшей и обрушенной крышей. В этих руинах найдена керамическая черепица, отражающая позднее европейское влияние на культуру инков. Её малое количество показывает, что она не покрывала крыши целиком, а использовалась в качестве статусного украшения на отдельных участках. В целом Тенди-Пампа выполняла, скорее всего, храмовые функции, связанные с торжественными церемониями и пиршествами. Особое значение принадлежало отдельно стоящему U-образному зданию, не характерному для архитектуры инков. Оно больше напоминает христианскую капеллу, и это сходство усиливается наличием глиняного пола с насечками, имитирующими европейскую плитку. Возможно возведение этого здания в Эспириту-Пампе связано с крещением Титу Куси в 1566 году, но и не исключены и другие версии, связанные например с размещением в нём инкских божественных реликвий или мумий правителей.

## Уари и «Владыка Вилькабамбы»
Долгое время археологи не располагали надёжными свидетельствами о присутствии Уари на амазонском склоне Андских Кордильер, что во многом обусловлено влажным и жарким климатом этого региона, покрытого густыми лесами. Только в 2010 году археолог Хавьер Фонсека Санта Крус обнаружил в кофейных полях на расстоянии километра от центра инкских руин Вилькабамбы разрушенное и разграбленное поселение, которое затем ассоциировали с культурой Уари.
Раскопки обнажили довольно плотно застроенный участок, на котором размещались характерные для архитектуры уари D-образные здания, прямоугольные строения, небольшие площади, низкие террасы и выложенные камнями каналы. Остатки стен зданий сохранились на высоту около 30 см и когда-то были сложены из двух рядов необработанных камней, скреплённых земляным раствором и покрытых слоем глиняной штукатурки. Как показали результаты радиоуглеродного анализа, Уари занимали это место начиная примерно от второй половины седьмого века и заканчивая 900 годом нашей эры. Судя по всему жители несколько раз оставляли поселение, поскольку некоторые постройки возведены поверх разрушенных старых. На участке имеются и конструкции более поздних эпох, в виде двух круглых оснований поверх остатков строений уари.
Под полами зданий обнаружено около 40 предположительно одиночных захоронений, по большей части в цилиндрических или конических ямах со стенками из камней. Некоторые из таких колодцев были перекрыты одним или двумя большими плоскими камнями с отверстием по центру, под которым на дне размещался керамический сосуд. Очевидно, такое устройство предназначалось для ритуального подношения умершему каких-то жидкостей — традиция, которую наблюдали и во времена инков. Захоронения, хоть и во многих случаях разграбленные, содержали различные керамические, металлические изделия и каменные орудия. Из-за влажного климата практически весь органический материал не сохранился, за исключением зубов, эмаль которых является наиболее твёрдой частью человеческого скелета.
Самое значимое захоронение на площадке принадлежало мужчине 25-35 лет, названному археологами «Владыкой Вилькабамбы». Могила размещалась в необычно глубоком для традиций уари колодце глубиной 1,7 метра и диаметром около одного метра, накрытом двумя большими плоским камнями в виде «створок» и с круглым отверстием по центру. Стенки колодца выложены из речных камней и покрыты серой глиной, а дно колодца состояло из одной большой каменной плиты. Внутри колодца обнаружен богатый погребальный инвентарь, в котором выделяются большая серебряная пектораль и серебряная лицевая маска. Среди остальных изделий можно отметить бусы, четыре серебряных украшения-пера, ритуальные бронзовый топорик и посох из пальмового дерева, обёрнутый серебряной лентой, два золотых браслета, серебряные блёстки и 14 серебряных пластинок-украшений. В оформлении нагрудника, браслетов и в форме серебряных пластинок использованы образы в соответствии с иконографической традицией южных Анд, такие как стилизованное изображение профиля головы хищника-кошачьего.
Археологический комплекс в Вилькабамбе примечателен тем, что в нём найдена наибольшая коллекция металлических изделий уари, извлечённая из единичной зоны раскопок. Особый интерес из них представляет бронзовый топорик, поскольку его сплав содержит не мышьяк, а олово. Месторождения последнего не были доступны уари и располагались в зоне влияния культуры Тиауанако.